# Eugen Czernin
Eugen Czernin, též Evžen hrabě Černín z Chudenic, plným jménem Evžen Jaromír František Černín (13. února 1851 Vídeň-Josefstadt – 5. listopadu 1925 Petrohrad), byl český šlechtic z rodů Černínů z Chudenic a politik, za Rakouska-Uherska na konci 19. století poslanec Říšské rady.

## Biografie

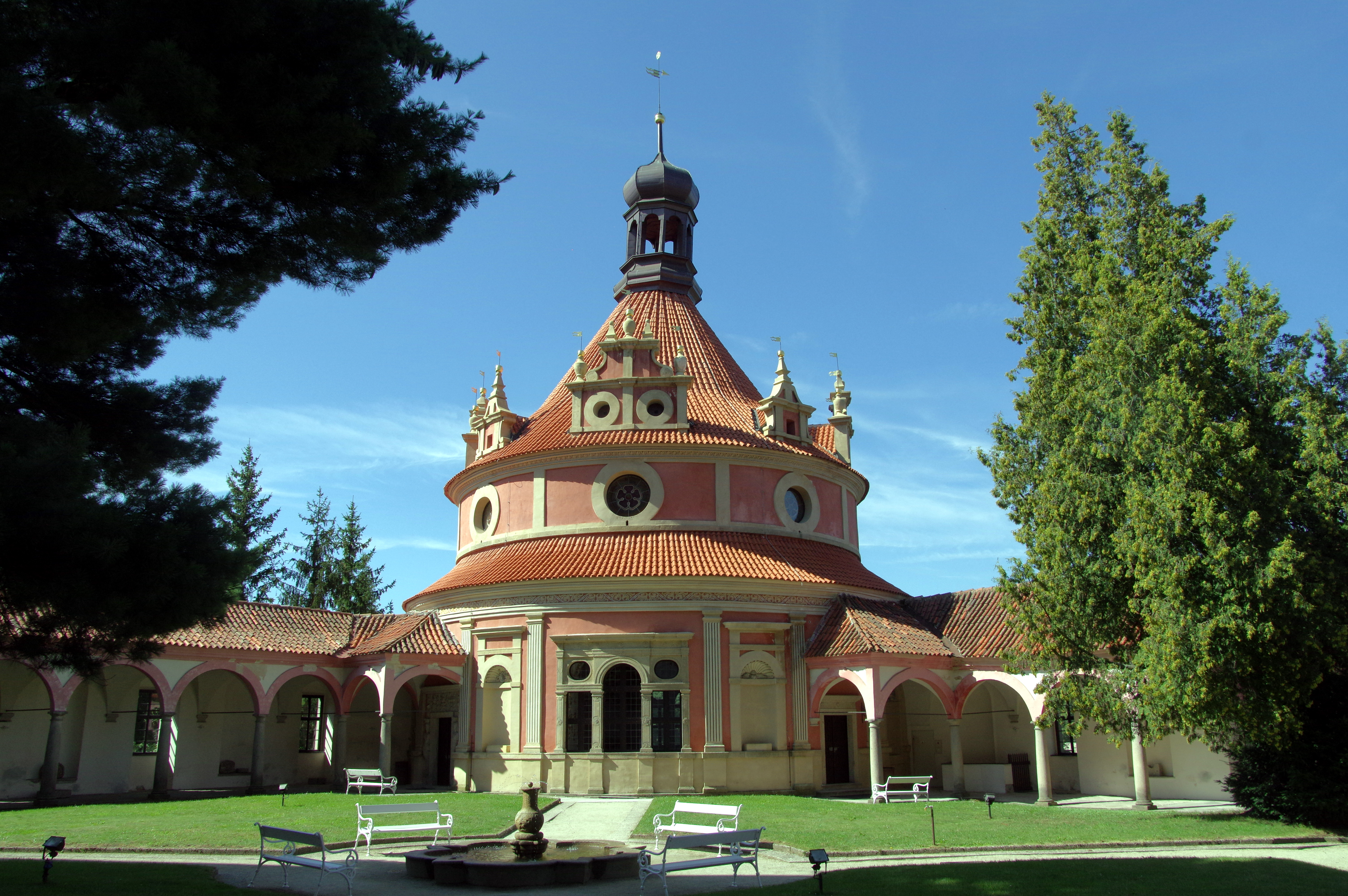
Rondel zámku v Jindřichově Hradci

Jeho otec byl hrabě Jaromír Czernin (1818–1908). Mladší bratr František Czernin (1857–1932) působil coby okresní hejtman ve Znojmě (jiný příbuzný byl politicky aktivní, pro odlišení byl v dobových pramenech uváděn jako JUDr. Eugen Czernin). Evžen Jaromír František Černín se narodil roku 1851. Byl švagrem předlitavského ministra spravedlnosti Friedricha Schönborna. V dubnu 1876 se oženil s princeznou Franziskou Schönburg-Hartensteinovou. Působil jako komoří. Patřilo mu panství Jindřichův Hradec a Chudenice. Byl prezidentem kuratoria Moderní galerie Království českého v Praze. Byl rovněž čestným členem Řádu německých rytířů.

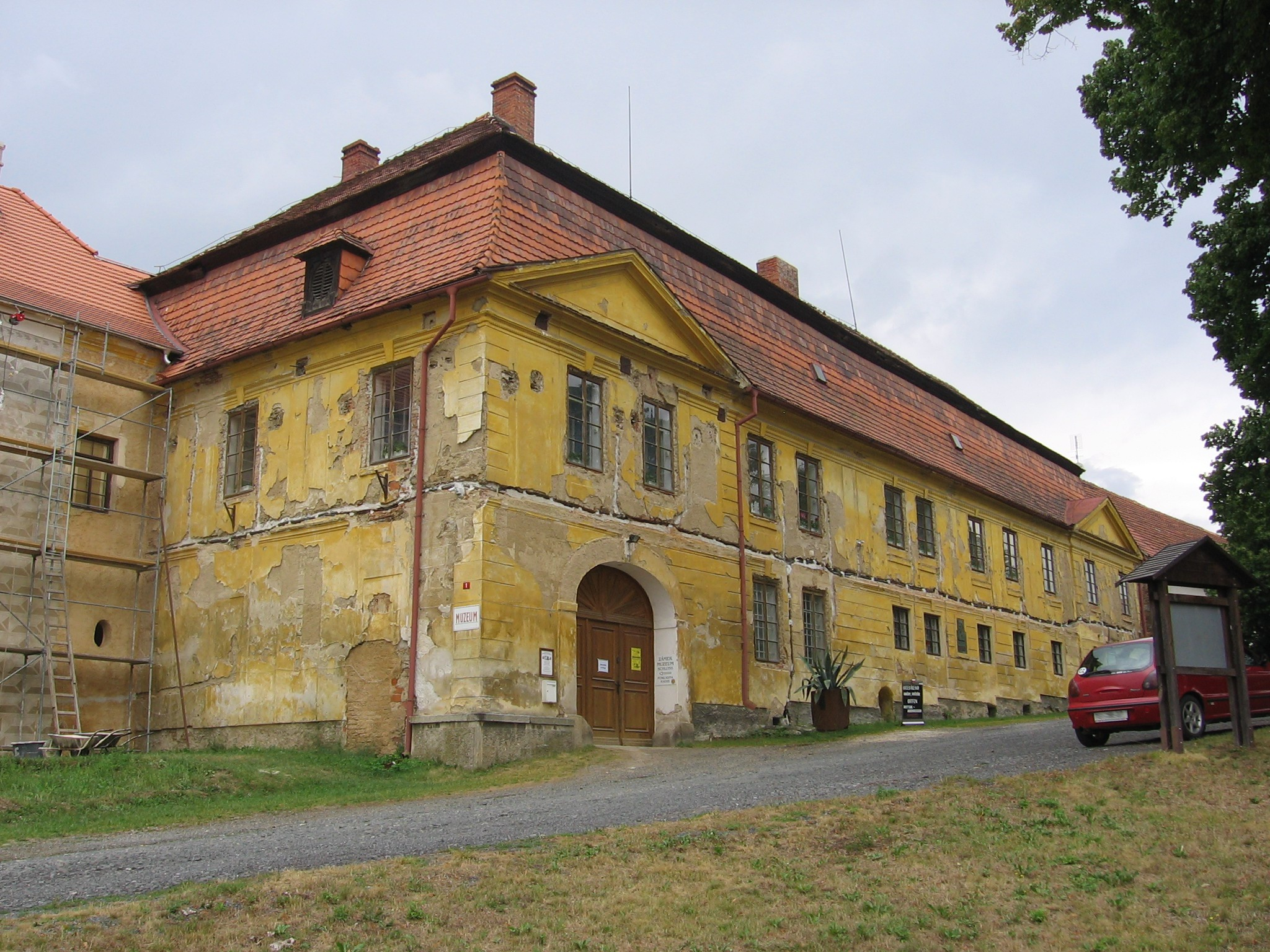
Starý zámek v Chudenicích

V zemských volbách v roce 1883 byl zvolen do Českého zemského sněmu v kurii velkostatkářské (svěřenecké velkostatky). Mandát opět získal v zemských volbách v roce 1895. Byl členem Strany konzervativního velkostatku. Do sněmu se patrně ještě vrátil po zemských volbách v roce 1908. Mezi nově zvolenými poslanci za skupinu svěřeneckých velkostatků se uvádí hrabě Evžen Czernin z Chudenic (tedy nikoliv JUDr.). Hlásil se k české národnosti. Poslanecký slib skládal v češtině.
V 80. letech se zapojil i do celostátní politiky. V doplňovacích volbách roku 1882 získal mandát na Říšské radě za velkostatkářskou kurii v Čechách. Slib složil 5. prosince 1882. Uvádí se jako hrabě, bytem v Chudenicích. Kandidoval jako český kandidát. Zasedal v parlamentním Českém klubu (jednotné parlamentní zastoupení, do kterého se sdružili staročeši, mladočeši, česká konzervativní šlechta a moravští národní poslanci). Mandát obhájil v řádných volbách do Říšské rady roku 1885. Uvádí se opět jako hrabě a statkář z Chudenic. Ve sněmovně setrval po celé funkční období. I po volbách v roce 1885 se na Říšské radě připojil k Českému klubu.
Uspěl i v řádných volbách do Říšské rady roku 1891 (statkář a hrabě z Chudenic). Již 9. dubna 1891 ovšem rezignoval na mandát. Zvolení do dolní komory parlamentu se dočkal i ve volbách do Říšské rady roku 1897 (statkář, hrabě z Chudenic). I nyní ale bezprostředně po volbách složil mandát. Byl i dědičným členem Panské sněmovny (jmenovaná, horní komora Říšské rady).
Zemřel bezdětný v listopadu 1925 na zámku Petrohrad na Lounsku.

## Vyznamenání
- 1181. rytíř Řádu zlatého rouna (Rakousko-Uhersko, 1911)[21]